# La Belle et ses princes presque charmants
 (avril 2024).
Si vous disposez d'ouvrages ou d'articles de référence ou si vous connaissez des sites web de qualité traitant du thème abordé ici, merci de compléter l'article en donnant les références utiles à sa vérifiabilité et en les liant à la section « Notes et références ».
La Belle et ses princes presque charmants est une émission de télévision française de télé-réalité produite par Studio 89 (filiale de M6) et diffusée sur W9 entre le 3 avril 2012 et le 8 janvier 2014.
La première saison est diffusée du 3 avril au 15 mai 2012 sur W9, et en simultané sur M6 du 5 avril 2012 au 17 mai 2012. La deuxième saison se déroule du 16 avril au 30 mai 2013, puis la troisième saison, du 25 novembre 2013 au 8 janvier 2014.

Onze mois après la finale de la troisième saison, W9 annonce que La Belle et ses Princes ne sera pas renouvelée pour une 4e saison. 
Un spin-off intitulé Les Princes de l'Amour, renommé par la suite Les Princes et les Princesses de l'Amour, est diffusé à partir du lundi 6 janvier 2014 sur W9.
Après 9 saisons, cette émission prend fin le 4 février 2022 à la suite d'une déprogrammation pour cause de baisse d'audiences.

## Principe
Adaptée du concept américain Joe Millionaire (Average Joe), La Belle et ses princes presque charmants met en scène une jolie célibataire à la recherche de l'amour qui doit choisir entre des garçons au physique ingrat et de beaux garçons.

## Saison 1 (2012)

### Candidats
- Marine Boudou, la « belle », 22 ans, esthéticienne (ayant ouvert son propre salon, depuis l'émission)

Notes
Autres émissions de téléréalité dans lesquelles sont apparus les candidats
1. ↑  Anthony de la saison 1 a par la suite participé à La Belle et ses princes presque charmants, saison 2
2. ↑  Benjamin de la saison 1 a par la suite participé aux cinquièmes et sixièmes éditions des Anges de la télé réalité en 2013 et 2014.
3. ↑  Marc de la saison 1 a par la suite participé à la cinquième édition des Anges de la télé réalité en 2013.

### Déroulement de l’émission
La première saison est diffusée du 3 avril 2012 au 15 mai 2012 pendant 8 semaines, à raison d'un épisode par semaine.
L’héroïne de la saison est Marine.[réf. nécessaire]
Le gagnant est Benjamin, basketteur professionnel.

## Saison 2 (2013)

### Candidats
- Nelly, la « belle », 28 ans, maquilleuse

Invité
Ludovic Jacquemer (aussi connu sous le nom d'auteur de Ludovic Séant)  (saison 1 : en tant que candidat-accompagnant, il vient encourager son ami, Anthony Lyricos)
Notes
Autres émissions de télé réalité dans lesquelles sont apparus les candidats
1. ↑  Florian de la saison 2 a auparavant participé à la troisième saison de l'émission Opération séduction en 2004.

### Déroulement de l’émission
La seconde saison est diffusée du 16 avril 2013 au 30 mai 2013, et comporte sept épisodes (et non pas huit comme la première saison), à raison d'un épisode par semaine.
Nelly s'est d’abord déguisée pour piéger les séducteurs. Elle a fait voir son nouveau visage à tous les prétendants et séducteurs.
Dénouement : Nelly a choisi Medhi au détriment de Florent. Le lendemain de la finale, Nelly et Medhi se sont séparés.

## Saison 3 (2014)

### Candidats
- Laetitia (éliminée par les prétendants)

### Déroulement de l'émission
La troisième saison est diffusée sur W9 du 25 novembre 2013 au 8 janvier 2014.
Cette année, trois belles participent : Coralie, Laëtitia et Jade. Les dix prétendants doivent alors faire un choix et "ne garder qu'une belle" pour continuer l'aventure.
La belle de la saison choisie est Jade. Lors de la finale, opposant le prétendant Luigi au séducteur Mickaël, Jade élimine les 2 garçons et repart finalement seule.
Notes
Autres émissions de télé réalité dans lesquelles sont apparus les candidats
1. ↑  Coralie a par la suite participé à la septième saison des Anges
2. ↑  Mika a par la suite participé à la troisième saison des Princes de l'amour
3. ↑  Arthur a auparavant participé à la première saison de La Belle et ses princes presque charmants et a par la suite participé à la deuxième saison des Princes de l'amour
4. ↑  Bastien a par la suite participé à la deuxième saison des Princes de l'amour
5. ↑  Michael a par la suite participé à La Revanche des ex
6. ↑  Anthony a par la suite participé à la deuxième saison des Princes de l'amour à la deuxième saison de La Villa des cœurs brisés et a la neuvieme saison de Les Anges de la télé-réalité
7. ↑  Benjamin a par la suite participé aux premières et deuxièmes saisons des Princes de l'amour, à la troisième saison des Marseillais et à la première saison des Ch'tis vs Les Marseillais
8. ↑  Giuseppe a par la suite participé à la première saison des Princes de l'amour et à la quatrième saison de L'Île des vérités
9. ↑  Karim a par la suite participé à la cinquième saison des Princes de l'amour

## Audiences
| Légende : Saison 1 / Saison 2 / Saison 3 |

| Saison | Période                           | Audience moyenne          | Audience moyenne | Audience moyenne |
| Saison | Période                           | Nombre de téléspectateurs | PDM              |                  |
| ------ | --------------------------------- | ------------------------- | ---------------- | ---------------- |
| 1      | 3 avril 2012 - 15 mai 2012        | 1 136 875                 | 4,3 %            |                  |
| 2      | 16 avril 2013 - 30 mai 2013       | 1 343 000                 | 5,3 %            |                  |
| 3      | 25 novembre 2013 - 8 janvier 2014 | 726 000                   | 2,7 %            |                  |

### Saison 1
La première saison a été un succès immédiat sur W9, mais aussi sur M6. Réunissant dès la première émission plus d'un million de téléspectateurs, ce qui représentait alors la meilleure audience pour une émission de télé-réalité sur la TNT. La finale a réuni, quant à elle, 1 466 000 téléspectateurs le 15 mai 2012, ce qui reste à ce jour la plus forte audience pour ce type d'émission sur la TNT. L'émission a réuni en moyenne durant cette saison 1,1 million de téléspectateurs pour 4,3 % de part de marché, dont 15,9 % des moins de 25 ans, permettant à W9 de se classer à la deuxième place des chaînes nationales sur ce public,.
Ce tableau est basé sur les chiffres de diffusion, pour la chaîne W9 ; alors que la saison 1 est la seule des 3 à avoir été diffusée en simultané, sur M6 (un épisode le mardi, vers 20h50 sur W9, puis la même semaine, le jeudi, vers 22h50, sur M6).
| Émission | Date de diffusion | Téléspectateurs | Part de marché 4 ans et plus | Références |
| -------- | ----------------- | --------------- | ---------------------------- | ---------- |
| 1        | 03/04/2012        | 1 247 000       | 4,8 %                        |            |
| 2        | 03/04/2012        | 1 089 000       | 5,1 %                        |            |
| 3        | 10/04/2012        | 1 186 000       | 4,3 %                        | ,          |
| 4        | 17/04/2012        | 1 122 000       | 4,1 %                        | [ 8 ]      |
| 5        | 24/04/2012        | 979 000         | 3,5 %                        | [ 9 ]      |
| 6        | 01/05/2012        | 1 055 000       | 3,8 %                        | ,          |
| 7        | 08/05/2012        | 951 000         | 3,2 %                        | [ 12 ]     |
| 8        | 15/05/2012        | 1 466 000       | 5,5 %                        | [ 13 ]     |

Légende :
- Les plus hauts chiffres d'audience
- Les plus bas chiffres d'audience

### Saison 2
À la suite du succès de la première saison, W9 en commande une deuxième. Cette deuxième saison est diffusée du 16 avril 2013 au 30 mai 2013 sur W9.
| Émission | Date de diffusion | Téléspectateurs | Part de marché 4 ans et plus | Références |
| -------- | ----------------- | --------------- | ---------------------------- | ---------- |
| 1        | 16/04/2013        | 1 344 000       | 6,2 %                        | [ 14 ]     |
| 2        | 23/04/2013        | 1 669 000       | 6 %                          | [ 15 ]     |
| 3        | 30/04/2013        | 1 428 000       | 5,6 %                        | [ 16 ]     |
| 4        | 7/05/2013         | 1 226 000       | 5 %                          | [ 17 ]     |
| 5        | 16/05/2013        | 1 304 000       | 5,1 %                        | [ 18 ]     |
| 6        | 23/05/2013        | 1 119 000       | 4,3 %                        | [ 19 ]     |
| 7        | 30/05/2013        | 1 311 000       | 4,9 %                        | [ 20 ]     |

Légende :
- Les plus hauts chiffres d'audience
- Les plus bas chiffres d'audience

### Saison 3
La troisième saison, avec trois filles célibataires au lieu d'une seule cette fois-ci, est diffusée du 25 novembre 2013 au 8 janvier 2014.
| Émission | Date de diffusion | Téléspectateurs | Part de marché 4 ans et plus | Références |
| -------- | ----------------- | --------------- | ---------------------------- | ---------- |
| 1        | 25/11/2013        | 754 000         | 3 %                          | [ 21 ]     |
| 2        | 02/12/2013        | 785 000         | 2.9 %                        | [ 22 ]     |
| 3        | 09/12/2013        | 820 000         | 3.1 %                        | [ 23 ]     |
| 4        | 16/12/2013        | 640 000         | 2.4 %                        | [ 24 ]     |
| 5        | 23/12/2013        | 495 000         | 1.8 %                        | [ 25 ]     |
| 6        | 30/12/2013        | 814 000         | 3.1 %                        | [ 26 ]     |
| 7        | 08/01/2014        | 774 000         | 2.9 %                        | [ 26 ]     |

Légende :
- Les plus hauts chiffres d'audience
- Les plus bas chiffres d'audience

## Spin-off
Un spin-off de La Belle et ses princes presque charmants intitulé dans un premier temps Les Princes de l'Amour puis Les Princes et les Princesses de l'Amour est diffusé à partir du lundi 6 janvier 2014 sur W9. La série est arrêtée en février 2022 et les derniers épisodes sont diffusés sur les plateformes de streaming 6play et Salto.